# Гисад II (епископ Уржеля)
Гиса́д II (кат. Guisad II, исп. Wisado II; умер после 1 июля 978) — епископ Уржеля (942—978).

## Биография
Гисад происходил из знатной семьи, несколько представителей которой носили титул виконт Осоны, в том числе брат Гисада, виконт Гуадаль II. Точная дата возведения Гисада II на кафедру Уржельской епархии неизвестна. Его предшественник, епископ Радульф, в последний раз упоминается в исторических источниках в декабре 940 года, в то время как первые датированные сообщения о Гисаде как о епископе Уржеля относятся уже к 942 году.

Каталония в IX—XII веках

За время своего долгого управления епархией Гисад II много сделал для её развития. При нём в Уржельском епископстве было построено большое количество церквей и основано несколько монастырей. Среди наиболее крупных из них, церкви Сан-Мигель, Сан-Пере-и-Сан-Андреу-де-Парадис (освящена 30 января 948 года), Сан-Кристофор-де-Салинас (22 июня 949 года) и Сан-Феликс-и-Сан-Мартин-де-Урхель (15 июля 952 года) и монастыри Сан-Педро-де-Скалас (6 октября 960 года) и Сан-Бенет-де-Бажес (3 декабря 972 года; этот монастырь основал дядя Гисада II, Салла, с супругой). В 960 и 967 годах Гисад II провёл в Сео-де-Уржеле два синода, на которых обсуждались вопросы церковной жизни Уржельской епархии. Пользуясь авторитетом у светских владетелей Каталонии, епископ Гисад успешно противодействовал попыткам графа Уржеля Сунифреда II овладеть имуществом и землями епархии и в 948 году добился от графа возвращения епископству ранее захваченной им долины Валье-де-Лорд.
Гисад II поддерживал тесные связи с иерархами других епархий Каталонии, принимая участие в освящении различных храмов и монастырей, в том числе в повторном освящении перестроенного Миро Бонфилем монастыря Сан-Мигель-де-Кюкса (30 сентября 974 года), в котором участвовали ещё несколько епископов из Нарбонского диоцеза, и в освящении монастыря Санта-Мария-де-Серратеш (7 октября 977 года). Одновременно епископ Гисад II, по неизвестным точно причинам, был одним из самых активных противников восстановления Таррагонского диоцеза и включения в него каталонских епархий: около 956 года он не признал возведение на эту кафедру аббата монастыря Монсеррат
Сезара, а в 971 году — епископа Вика Ато, хотя возведение последнего в сан архиепископа было одобрено папой римским.
В декабре 951 года епископ Гисад II, вместе с графом Сердани Сунифредом II, аббатом монастыря Санта-Мария-де-Риполь Арнульфо и несколькими другими лицами, совершил поездку в Рим, где получил от папы римского Агапита II подтверждение привилегий, данных монастырю Сан-Кристофор-де-Салинас. Некоторые источники упоминают также и о паломничестве Гисада II в Рим, совершённом им в 977 году.
В последний раз епископ Уржеля Гисад II упоминается в исторических источниках 1 июля 978 года. Предполагается, что он умер не позднее сентября этого года, хотя первые свидетельства о его преемнике, епископе Салле, датированы только 981 годом.